# تل فتح‌آباد
تل فتح‌آباد مربوط به سده‌های اولیه دوران‌های تاریخی پس از اسلام است و در شهرستان بیضا، بخش بیضا، دهستان بیضا، ابتدای جاده سوه، کیلومتری ۵ سمت چپ، ۲۰۰ متری از جاده واقع شده و این اثر در تاریخ ۲۳ بهمن ۱۳۸۵ با شمارهٔ ثبت ۱۷۲۴۴ به‌عنوان یکی از آثار ملی ایران به ثبت رسیده است.